# 鈴木莊六
鈴木莊六（日语：／ Suzuki Soroku，1865年3月16日—1940年2月20日），幼名庄六。日本北陸道越後國蒲原郡三條町（今新潟縣三條市）人，參謀本部參謀總長、樞密院顧問官。
| 大日本帝國                                  |                                              |                   |
| 官衔                                        |                                              |                   |
| 樞密院                                      |                                              |                   |
| 顧問官 1932年7月28日－1940年2月20日         |                                              |                   |
| 军职                                        |                                              |                   |
| 參謀本部                                    |                                              |                   |
| 前任： 河合操                               | 參謀總長 1926年3月2日－1930年2月19日         | 繼任： 金谷範三   |
| 朝鮮軍                                      |                                              |                   |
| 前任： 菊池慎之助                           | 司令官 1924年8月20日－1926年3月2日           | 繼任： 森岡守成   |
| 臺灣軍                                      |                                              |                   |
| 前任： 福田雅太郎                           | 司令官 1923年8月6日－1924年8月20日           | 繼任： 菅野尚一   |
| 第4師團                                     |                                              |                   |
| 前任： 町田經宇                             | 師團長 1921年6月15日－1923年8月6日           | 繼任： 村岡長太郎 |
| 第5師團                                     |                                              |                   |
| 前任： 無（上一相同頭銜： 山田隆一）        | 師團長 1919年3月18日－1921年6月15日          | 繼任： 山田陸槌   |
| 教育總監部                                  |                                              |                   |
| 前任： 豐邊新作                             | 騎兵監部騎兵監 1917年8月6日－1919年3月18日   | 繼任： 森岡守成   |
| 前任： 吉橋德三郎                           | 騎兵實施學校長 1916年5月2日－1917年8月6日    | 繼任： 植野德太郎 |
| 陸軍大學校幹事 1910年12月19日－1914年8月8日 |                                              |                   |
| 第8師團                                     |                                              |                   |
| 前任： 河村秀一                             | 騎兵第三旅團長 1914年8月8日－1916年5月2日    | 繼任： 中山民三郎 |
| 參謀本部                                    |                                              |                   |
| 前任： 職位創建                             | 第1部作戰課長 1908年12月21日－1910年12月19日 | 繼任： 高柳保太郎 |
| 其他職務                                    |                                              |                   |
| 帝國在鄉軍人會                              |                                              |                   |
| 前任： 一戶兵衛                             | 會長 1931年8月6日－1937年2月23日             | 繼任： 井上幾太郎 |